# Puchar Ukrainy w piłce nożnej (2007/2008)
Puchar Ukrainy 2007/2008 - XVII rozgrywki ukraińskiej PFL, mające na celu wyłonienie zdobywcy krajowego Pucharu, który zakwalifikuje się tym samym do Pucharu UEFA sezonu 2008/09. Sezon trwał od 20 lipca 2007 do 7 maja 2008.
W sezonie 2007/2008 rozgrywki te składały się z:
- I rundy wstępnej,
- II rundy wstępnej,
- meczów 1/16 finału, w której dołączyły zespoły Wyszczej Lihi sezonu 2006/2007,
- meczów 1/8 finału,
- dwumeczów 1/4 finału,
- dwumeczów 1/2 finału,
- meczu finałowego.

## Drużyny
Do rozgrywek Pucharu przystąpiło 55 klubów Wyszczej, Pierwszej i Druhiej Lihi oraz Zdobywca
Pucharu Ukrainy 2006 roku spośród drużyn amatorskich. Niektóre drużyny z Druhiej Lihi nie
mogli przystąpić do rozgrywek bo nie uzyskali licencji klubu profesjonalnego (Arsenał Biała Cerkiew, Nywa-Switanok Winnica i inne).
| Kluby Wyszczej Lihi: | Kluby Pierwszej Lihi: | Kluby Druhiej Lihi: | Finalista Pucharu Ukrainy spośród drużyn amatorskich: |
| - Arsenał Kijów - Dynamo Kijów - Czornomoreć Odessa - Dnipro Dniepropietrowsk - FK Charków - Karpaty Lwów - Krywbas Krzywy Róg - Metalist Charków - Metałurh Donieck - Metałurh Zaporoże - Naftowyk-Ukrnafta Ochtyrka - Szachtar Donieck - Tawrija Symferopol - Worskła Połtawa - Zakarpattia Użhorod - Zoria Ługańsk | - CSKA Kijów - Desna Czernihów - Dnipro Czerkasy - Dnister Owidiopol - Enerhetyk Bursztyn - Feniks-Iliczowiec Kalinine - FK Lwów - Helios Charków - IhroSerwis Symferopol - Ilicziwiec Mariupol - Krymtepłycia Mołodiżne - MFK Mikołajów - Obołoń Kijów - FK Ołeksandrija - PFK Sewastopol - Prykarpattia Iwano-Frankiwsk - Stal Ałczewsk - Stal Dnieprodzierżyńsk - Wołyń Łuck | - Arsenał Charków - Chimik Krasnoperekopsk - Enerhija Jużnoukraińsk - FK Krasiłów - Hazowyk-ChHW Charków - Hirnyk-Sport Komsomolsk - Jedność Płysky - Kniaża Szczasływe - Komunalnyk Łuhańsk - Kremiń Krzemieńczuk - Nafkom Browary - Nywa Tarnopol - Olimpik Donieck - Olimpik Kirowohrad - Ołkom Melitopol - Podillia-Chmelnyćkyj Chmielnicki - Spartak Iwano-Frankowsk - Szachtar Swierdłowsk - Tytan Armiańsk | - Hałyczyna Lwów                                      |

## Terminarz rozgrywek

### I runda wstępna (1/64)
Mecze rozegrano 20 lipca 2007.
| Nafkom Browary          | 5:0 | Olimpik Kirowohrad               |      |
| Hałyczyna Lwów          | 3:2 | Enerhija Jużnoukraińsk           | dod. |
| Kremiń Krzemieńczuk     | 1:0 | Podillia-Chmelnyćkyj Chmielnicki |      |
| Olimpik Donieck         | 3:2 | Szachtar Swierdłowsk             | dod. |
| Chimik Krasnoperekopsk  | 0:2 | Ołkom Melitopol                  |      |
| Arsenał Charków         | 4:0 | Komunalnyk Łuhańsk               |      |
| Hirnyk-Sport Komsomolsk | 4:0 | Hazowyk-ChHW Charków             |      |

### II runda wstępna (1/32)
Mecze rozegrano 8 sierpnia 2007 z wyjątkiem meczu Hałyczyna Lwów - FK Ołeksandrija, który odbył się 5 sierpnia.
Kluby Stal Ałczewsk i Ilicziwiec Mariupol przechodzą do następnej rundy na zasadzie
"wolnego losu", ponieważ FK Krasiłów i Spartak Iwano-Frankowsk wycofali się z
rozgrywek Pucharu Ukrainy.
| Hałyczyna Lwów        | 0:1 | FK Ołeksandrija              |              |
| Dnister Owidiopol     | 1:1 | Krymtepłycia Mołodiżne       | dod., k. 3:1 |
| Tytan Armiańsk        | 2:1 | CSKA Kijów                   |              |
| Kniaża Szczasływe     | 1:0 | Ołkom Melitopol              |              |
| Nywa Tarnopol         | 2:0 | Feniks-Iliczowiec Kalinine   |              |
| Nafkom Browary        | 0:2 | PFK Sewastopol               |              |
| FK Lwów               | 3:0 | Prykarpattia Iwano-Frankiwsk |              |
| Helios Charków        | 2:2 | Stal Dnieprodzierżyńsk       | dod., k. 3:0 |
| Enerhetyk Bursztyn    | 4:2 | Wołyń Łuck                   | dod.         |
| Olimpik Donieck       | 2:1 | Hirnyk-Sport Komsomolsk      | dod.         |
| Jedność Płysky        | 3:3 | Kremiń Krzemieńczuk          | dod., k. 3:2 |
| Desna Czernihów       | 0:0 | Dnipro Czerkasy              | dod., k. 6:5 |
| IhroSerwis Symferopol | 3:1 | Obołoń Kijów                 |              |
| Arsenał Charków       | 1:2 | MFK Mikołajów                |              |

### 1/16 finału
Mecze rozegrano w dniach od 24 września do 27 września 2007.
| Dnister Owidiopol          | 2:0 | Enerhetyk Bursztyn      |      |
| Naftowyk-Ukrnafta Ochtyrka | 2:0 | Zoria Ługańsk           |      |
| FK Ołeksandrija            | 1:2 | Metałurh Donieck        | dod. |
| Olimpik Donieck            | 1:2 | Desna Czernihów         |      |
| IhroSerwis Symferopol      | 1:0 | Karpaty Lwów            |      |
| Metałurh Zaporoże          | 0:1 | Tawrija Symferopol      | dod. |
| Nywa Tarnopol              | 1:0 | Krywbas Krzywy Róg      |      |
| PFK Sewastopol             | 1:3 | Metalist Charków        |      |
| Worskła Połtawa            | 2:0 | FK Charków              |      |
| Tytan Armiańsk             | 0:3 | Czornomoreć Odessa      |      |
| Dynamo Kijów               | 2:0 | Dnipro Dniepropietrowsk |      |
| FK Lwów                    | 2:1 | Zakarpattia Użhorod     |      |
| Helios Charków             | 0:2 | Arsenał Kijów           |      |
| Kniaża Szczasływe          | 0:1 | Ilicziwiec Mariupol     |      |
| Jedność Płysky             | 0:3 | Stal Ałczewsk           |      |
| MFK Mikołajów              | 0:1 | Szachtar Donieck        |      |

### 1/8 finału
Mecze rozegrano 31 października 2007.
| Desna Czernihów       | 1:1 | Naftowyk-Ukrnafta Ochtyrka |        |
| Stal Ałczewsk         | 1:2 | Metałurh Donieck           |        |
| IhroSerwis Symferopol | 1:4 | Dynamo Kijów               |        |
| Dnister Owidiopol     | 0:1 | Worskła Połtawa            |        |
| Nywa Tarnopol         | 0:0 | Tawrija Symferopol         | k. 5:6 |
| FK Lwów               | 1:2 | Ilicziwiec Mariupol        |        |
| Szachtar Donieck      | 4:1 | Arsenał Kijów              |        |
| Czornomoreć Odessa    | 2:2 | Metalist Charków           | k. 3:1 |

### 1/4 finału
Pierwsze mecze rozegrano 17 listopada 2007, a rewanże 15 stycznia 2008.
|                            | 1 mecz | 2 mecz | Suma |                    |  |
| -------------------------- | ------ | ------ | ---- | ------------------ |  |
| Naftowyk-Ukrnafta Ochtyrka | 2:3    | 0:1    | 2:4  | Metałurh Donieck   |  |
| Tawrija Symferopol         | 2:0    | 0:3    | 2:3  | Dynamo Kijów       |  |
| Worskła Połtawa            | 0:3    | 1:1    | 1:4  | Szachtar Donieck   |  |
| Ilicziwiec Mariupol        | 2:1    | 0:4    | 2:5  | Czornomoreć Odessa |  |

### 1/2 finału
Pierwsze mecze rozegrano 19 marca, a rewanże 18 kwietnia 2008.
|                    | 1 mecz | 2 mecz | Suma |                  |  |
| ------------------ | ------ | ------ | ---- | ---------------- |  |
| Dynamo Kijów       | 2:1    | 1:0    | 3:1  | Metalurg Donieck |  |
| Czornomoreć Odessa | 1:2    | 0:3    | 1:5  | Szachtar Donieck |  |

### Finał
Mecz finałowy rozegrano 7 maja 2008 na Stadion Metalist w Charkowie. Pierwszy raz finał odbył się nie w stolicy Kijowie.
| Szachtar Donieck | 2:0 | Dynamo Kijów |

| Zdobywca Pucharu Ukrainy 2007/08 |
| -------------------------------- |
| Szachtar Donieck 6 tytuł         |
| ...                              |

## Najlepsi strzelcy
Stan na 8 maja 2008
| Miejsce | Kraj       | Piłkarz           | Klub                  | Mecze | Bramki(karne) |
| ------- | ---------- | ----------------- | --------------------- | ----- | ------------- |
| 1       | Białoruś   | Uładzimir Karyćka | Czornomoreć Odessa    |       | 5             |
| 2       | Ukraina    | Ołeksandr Kosyrin | Metałurh Donieck      |       | 3             |
|         | Gwinea     | Ismaël Bangoura   | Dynamo Kijów          |       | 3             |
|         | Uzbekistan | Maksim Szackich   | Dynamo Kijów          |       | 3             |
|         | Ukraina    | Ołeksij Jakymenko | IhroSerwis Symferopol |       | 3             |
|         | Ukraina    | Wiktor Arefjew    | Olimpik Donieck       |       | 3             |
|         | Ukraina    | Hryhorij Baraneć  | FK Lwów               |       | 3             |